# Wie Kater Zorbas der kleinen Möwe das Fliegen beibrachte
Das Kinderbuch Wie Kater Zorbas der kleinen Möwe das Fliegen beibrachte des chilenischen Schriftstellers Luis Sepúlveda handelt von den Erlebnissen einer Hamburger Hafenkatze. Die spanische Originalausgabe erschien 1996 unter dem Titel Historia de una gaviota y del gato que le enseñó a volar bei Tusquets Editores.

## Handlung
Mit letzter Kraft kann die ölverschmierte Möwe Kengah nach Hamburg fliegen und wird dort von dem Kater Zorbas gefunden. Der dicke, große, schwarze Kater verspricht der sterbenden Möwe, sich um ihr Ei und das daraus schlüpfende Küken zu kümmern. Drei Versprechen ringt sie ihm ab: das Ei nicht zu fressen, für das Ei zu sorgen, bis das Küken schlüpft, und ihm dann das Fliegen beizubringen.
Mit Hilfe anderer Hafenkatzen gelingt es ihm, die ersten beiden Aufgaben zu erfüllen. Aber Afortunada, wie das Küken heißt, ist außerstande, fliegen zu lernen. Schließlich erlauben die anderen Tiere Zorbas, Hilfe bei den Menschen zu suchen und einen von ihnen um Hilfe zu bitten. Dazu wählen sie einen Poeten aus. Schließlich beschließen Zorbas und der Poet Afortunada auf den Michel zu bringen, von wo aus die Möwe endlich das Fliegen lernt.

## Bemerkungen
- Die Geschichte beschreibt die Bemühungen der Tiere, die Versprechen zu halten und vermittelt so Werte wie Ehre, Freundschaft oder Verantwortung.
- Gleichzeitig verbreitet der Autor unaufdringlich seine Botschaft, dass die Verschmutzung der Meere durch den Menschen gerade für viele Tiere eine lebensbedrohliche Gefahr darstellt: die Möwe Kengah stirbt einen Erstickungstod durch ins Meer gelassenes Öl.
- Eine nicht unwichtige Nebenrolle spielt die Stadt Hamburg, deren Hafenviertel rund um den Michel samt Bewohnern mit viel Liebe und Details geschildert wird.
- Das Gedicht, welches von dem Poeten zitiert wird, stammt von Bernardo Atxaga.
- Die Buchillustrationen stammen von Sabine Wilharm.
- Das Buch wurde 1997 vom Fischer Taschenbuch Verlag veröffentlicht und wird von diesem für Leser ab 8 Jahre empfohlen.
- ISBN 978-3596850211

## Rezeption
Hannelore Daubert schreibt in der FAZ: „Eine wunderschöne, hintergründige und gleichermaßen witzig erzählte Fabel über Solidarität, Toleranz und Verantwortungsgefühl für andere.“ Rosemarie Bollinger äußert sich im DeutschlandRadio folgendermaßen über Sepúlvedas Geschichte: „Ein betörendes Buch. Außerhalb der Bilderbuchsparte ist selten eine Erzählung so gekonnt und so wunderschön illustriert worden.“ Die Arbeitsgemeinschaft Jugendliteratur und Medien der GEW schreibt: „Luis Sepúlveda hat eine wunderschöne Geschichte über Freundschaft geschrieben.“

## Referenzen
Wie Kater Zorbas der kleinen Möwe das Fliegen beibrachte ist in dem literarischen Nachschlagewerk 1001 Kinder- und Jugendbücher – Lies uns, bevor Du erwachsen bist! für die Altersstufe 8+ Jahre enthalten.

## Verfilmung
Die gleichnamige Verfilmung (Originaltitel: La gabbianella e il gatto) erschien 1998 als Animationsfilm unter der Regie von Enzo D’Alò. Luis Sepúlveda spricht dabei in der italienischen Originalfassung den Poeten.